# Габриел-Монтейру
Габриел-Монтейру (порт. Gabriel Monteiro)  —  муниципалитет в Бразилии, входит в штат Сан-Паулу. Составная часть мезорегиона Арасатуба. Входит в экономико-статистический  микрорегион Биригуи. Население составляет 2914 человека на 2006 год. Занимает площадь 138,533 км². Плотность населения — 21,0 чел./км².

## Статистика
- Валовой внутренний продукт на 2003 составляет 30.188.465,00 реалов (данные: Бразильский институт географии и статистики).
- Валовой внутренний продукт на душу населения на 2003 составляет 10.674,85 реалов (данные: Бразильский институт географии и статистики).
- Индекс развития человеческого потенциала на 2000 составляет 0,768 (данные: Программа развития ООН).